# Berta hemisponsa
Berta hemisponsa är en fjärilsart som beskrevs av Louis Beethoven Prout 1934. Berta hemisponsa ingår i släktet Berta och familjen mätare. Inga underarter finns listade i Catalogue of Life.